# Euda Lidia Cavalcante Luther
Euda Lidia Cavalcante Luther (São Bento do Una, 24 de março de 1962) é uma tradutora, intérprete e consultora brasileira.

## Biografia
Euda Lidia Cavalcante Luther (Lídia Luther) nasceu em 24 de março de 1962 em São Bento do Una, no Estado de Pernambuco. Movida por uma curiosidade natural por línguas e culturas diferentes, Lídia Luther viveu em países como a Inglaterra, Alemanha, Estados Unidos e recentemente em Barbados, no Caribe.

## Carreira
Lídia Luther diplomou-se em Letras e Tradução e Interpretação na Faculdade Ibero-Americana de São Paulo, com licenciatura em língua portuguesa e inglesa e fez pós-graduação lato sensu em tradução comentada.
Em 1994, ela começou a traduzir o livro do escritor irlandês Roddy Doyle, Paddy Clarke Ha Ha Ha, ganhador do Booker Prize no ano de 1993 e desde então, traduziu diversos romances, bibliografias e memórias. Um de seus trabalhos notáveis é a adaptação da língua original do clássico de Jane Austen, Razão e Sensibilidade para a Série Reencontro.
Desde 2008, Lidia tem feito consultoria e negociado a compra de títulos estrangeiros para a editora Geração Editorial, e, raramente, trabalhos de interpretação consecutiva e simultânea. Lídia Luther contribui na curadoria internacional da Bienal Brasil do Livro e da Leitura de Brasília desde a primeira edição em 2012 e subsequente edições em 2014, 2016 e 2018  .
Lídia Luther foi indicada duas vezes para o Prêmio Jabuti de Literatura.

## Obras traduzidas
- Paddy Clarke Ha Ha Ha, de Roddy Doyle (1995)
- Linhas da Noite, de Neil Jordan (1996)
- O Beijo, de Kathryn Harrison (1997)
- Invertendo os Papéis, de David Lodge (1997)
- O Sonho de Electra, de Bandyopadhyay Bidisha (1997)
- Nó na Garganta, de Patrick McCabe (1997)
- As Cinzas de Ângela, de Frank McCourt (1997)
- Razão e Sensibilidade, de Jane Austen (1998)
- O Furgão, de Roddy Doyle (1998)
- Terapia, de David Lodge (1998)
- Abandonada no Campo de Centeio, de Joyce Maynard (1999)
- Kubrick: De Olhos Bem Abertos, de Frederic Rafael (1999)
- Cleópatra Vol. I/II, de Margaret George (2000)
- Quarentena, de Jim Crace (2000)
- Bestas Encurraladas, de Magnus Mills (2000)
- Uma Estrela Chamada Henry, de Roddy Doyle (2001)
- O Relato Íntimo de Madame Shakespeare, de Robert Nye (2005)
- Coração de Pedra, de Charlie Fletcher (2007)
- Sombra (Shade), by Neil Jordan (2009)
- Temporada de segredos (Season of Secrets), Sally Nicholls (2011)
- Flora Hen (The Hen Who Dreamed She Could Fly), Sun-mi Hwang (2014)

Fonte: